# Heráclito Cunha Ortiga
Heráclito Cunha Ortiga foi um engenheiro e arquiteto, além político brasileiro do estado de Minas Gerais. Natural de São Francisco, no Norte do Estado, nasceu a 21 de fevereiro de 1925. Foi eleito deputado estadual de Minas Gerais para a 6ª legislatura (1967 - 1971), pela ARENA. Graduou-se em Engenharia e Arquitetura pela UFMG. Era filho de Antonio Gomes Ortiga e Alzira da Cunha. Faleceu em Pirapora, às margens do Rio São Francisco, a 13 de março de 1994.